# آنتون بودجج
آنتون بودجج (انگلیسی: Anton Buttigieg؛ زاده ۱۹ فوریه ۱۹۱۲ – درگذشته ۵ مه ۱۹۸۳) یک سیاست‌مدار اهل مالت بود. وی از دسامبر ۱۹۷۶ تا دسامبر ۱۹۸۱ رئیس‌جمهور این کشور بود.